# Xiurenbagrus xiurenensis
Xiurenbagrus xiurenensis är en fiskart som först beskrevs av Yue, 1981.  Xiurenbagrus xiurenensis ingår i släktet Xiurenbagrus och familjen Amblycipitidae. IUCN kategoriserar arten globalt som otillräckligt studerad. Inga underarter finns listade i Catalogue of Life.